# Arlene Xavier
Arlene de Queiroz Xavier est une joueuse brésilienne de volley-ball née le 20 décembre 1969 à Contagem. Elle mesure 1,78 m et joue au poste de libero. Elle a totalisé 26 sélections en équipe du Brésil.

## Clubs
| Club                      | De        | À         |
| ------------------------- | --------- | --------- |
| Clube Campestre Filipense | 1987-1988 | 1987-1988 |
| C.A. Rodoviário           | 1988-1989 | 1988-1989 |
| Minas Tênis Clube         | 1989-1990 | 1989-1990 |
| AABB Belo Horizonte       | 1989-1990 | 1989-1990 |
| Minas Tênis Clube         | 1990-1991 | 1993-1994 |
| Grêmio de Vôlei Osasco    | 1994-1995 | 1995-1996 |
| Esporte Clube Pinheiros   | 1996-1997 | 1998-1999 |
| Grêmio de Vôlei Osasco    | 1999-2000 | 1999-2000 |
| Clube Regatas Flamengo    | 2000-2001 | 2000-2001 |
| Grêmio de Vôlei Osasco    | 2001-2002 | 2002-2003 |
| Minas Tênis Clube         | 2003-2004 | 2003-2004 |
| Grêmio de Vôlei Osasco    | 2004-2005 | 2006-2007 |
| Esporte Clube Pinheiros   | 2007-2008 | 2008-2009 |
| Praia Clube               | 2009-2010 | 2009-2010 |
| Mackenzie Esporte Clube   | 2010-2011 | 2010-2011 |
| Praia Clube               | 2011-2012 | 2012-2013 |
| Minas Tênis Clube         | 2013-2014 | 2013-2014 |
| São José dos Campos       | 2015-2015 | 2015-2015 |
| Cascavel Vôlei            | 2016-2016 | 2016-2016 |
| Vôlei Bauru               | 2016-2017 | …         |

## Palmarès

### Équipe nationale
- Coupe du monde
  - Finaliste : 2003.
- Grand Prix Mondial
  - Vainqueur : 2004, 2006.
- Championnat d'Amérique du Sud
  - Vainqueur : 2003.
- Coupe panaméricaine
  - Vainqueur : 2006.

### Clubs
- Championnat du Brésil
  - Vainqueur : 1993, 2001, 2003, 2005.
  - Finaliste : 2002, 2004.

### Distinctions individuelles
- Coupe du monde de volley-ball féminin 2003: Meilleure Libéro.
- Grand Prix Mondial de volley-ball 2006: Meilleure Libéro.
- Coupe panaméricaine de volley-ball féminin 2006: Meilleure libéro.